# Environmental Audio Extensions
Environmental Audio Extensions (EAX) – opracowany przez firmę Creative Labs zestaw rozszerzeń standardu Microsoft Direct Sound 3D. EAX stosowane jest w grach 3D by lepiej oddać świat dźwięków. Pozwala na znaczne poprawienie realności doznawanych wrażeń słuchowych.
Produkty firmy Creative Labs nie są jedynymi zawierającymi rozszerzenia EAX. Dzięki firmie Sensaura Ltd. oraz jej systemowi generowania dźwięku przestrzennego producenci kart muzycznych bazujących na chipsetach ESS, Yamaha czy Crystal otrzymali odpowiednie oprogramowanie wspomagające tworzenie efektów dźwiękowych 3D. Jednak ich produkty obecnie zapewniają kompatybilność jedynie z EAX 2.0.

## Wersje standardu

### EAX 1.0
Po raz pierwszy został przedstawiony wraz z pojawieniem się w 1998 roku karty dźwiękowej Sound Blaster Live! opartej na procesorze dźwiękowym EMU10K1. Posiadał on możliwość łatwego programowania poprzez sterownik zawarty w systemie operacyjnym. Modelowanie dźwięku w kartach Sound Blaster Live! realizowane jest techniką nazwaną Environmental Modeling, opracowaną w firmie E-mu Systems.
EAX początkowo zawierał w sobie zestaw filtrów: predefiniowanych ustawień środowiskowych dźwięku jak np. echo w jaskini bądź w lesie. Dodatkowo zaimplementowane były, znane z rozwiązań firmy Aureal, odbicia liczone w czasie rzeczywistym.

### EAX 2.0
Wkrótce powstało EAX 2.0, które wprowadziło nową funkcjonalność, czyli tzw. Obstruction and Occlusion. Te funkcje pozwalają częściowo lub całkowicie blokować dźwięk dochodzący ze źródła do słuchacza z możliwością uwzględnienia przeszkód jakie mogą się pojawiać na jego drodze.

### EAX Advanced HD 3.0
Z nadejściem nowych kart muzycznych opartych na procesorze Audigy (EMU10K2) i Audigy 2 powstał EAX 3.0 ADVANCED HD™. Moc tych układów pozwoliła na dodanie do EAX funkcji Enviromental Morphing, która umożliwia płynne przechodzenie z jednego środowiska dźwiękowego do drugiego. Zapobiega nagłym zmianom charakteru dźwięku przy szybkim przechodzeniu np. z wygłuszonego pomieszczenia do jaskini z dużym echem.
Innymi nowościami są Environmental Panning oraz Filtering and Reflections. Funkcje te poprawiają zdolność umieszczania dźwięku w środowisku 3D oraz symulują jego zachowanie się w otwartych bądź zamkniętych przestrzeniach. Pozwala to na dokładniejsze określenie źródła pochodzenia dźwięku.

### EAX Advanced HD 4.0
Po dodaniu do specyfikacji funkcji Multi-Environments powstał EAX 4.0 ADVANCED HD™. Nowa możliwość w pełni wykorzystuje procesory EMU10K2 i pozwala na utworzenie do czterech niezależnych środowisk dźwiękowych. Mogą one na siebie oddziaływać i nakładać się, a wszystko jest dokonywane i obliczane w czasie rzeczywistym przez procesor karty dźwiękowej.

### EAX Advanced HD 5.0
Wśród nowych funkcji pojawiły się m.in. następujące: 
EAX FlexiFX – umożliwia jeszcze większą elastyczność w wykorzystywaniu efektów środowiskowych. EAX 5.0 obsługuje maksymalnie 4 efekty pogłosu oraz 128 źródeł dźwięku 3D. Dzięki tej funkcji karta dźwiękowa umożliwia uaktualnianie wszystkich czterech slotów efektów do wszystkich źródeł 3D jednocześnie oraz nakładanie efektów środowiskowych na źródła dwukanałowe jak i wielokanałowe.
EAX PurePath – funkcja oferująca pełną kontrolę nad sygnałami wielokanałowymi i kierowaniem ich do wybranych głośników satelitarnych. Pozwala ona m.in. na określenie jakie sygnały mają trafić do kanału LFE (ang. Low-Frequency Enhacement) oraz na przesłanie dialogów do głośnika centralnego.
EAX MacroFX – umożliwia generowanie i kontrolę efektów zbliżenia dla realistycznego odwzorowania dźwięków ze źródeł znajdujących się bardzo blisko słuchacza.
Environment Occlusion – efekt ulepszający dźwięk poprzez tłumienie dźwięków dochodzących np. z innych pokoi, które w rzeczywistości wygłuszane są przez ścianę lub inne przeszkody akustyczne. Przykładowo, kierując poczynaniami głównego bohatera w grze i zatrzymując się przed zamkniętymi drzwiami zatłoczonego i hałaśliwego baru, dzięki zastosowaniu funkcji Environmental Occlusion można usłyszeć stłumione odgłosy wydobywające się z wnętrza pomieszczenia.
Microphone – dzięki tej funkcji można przenieść własny głos do realiów panujących w grze. Podczas komunikowania się z innymi graczami, na słowa wypowiadane do mikrofonu nakładany jest jeden z efektów środowiskowych, odpowiadający specyfice pomieszczenia, w którym akurat znajduje się bohater sterowany przez gracza. Dzięki temu w grach, w których możliwa jest głosowa komunikacja pomiędzy graczami, każdy będzie mógł się przynajmniej domyślać, gdzie znajduje się osoba, z którą rozmawia.